# SMPTE 2022
SMPTE 2022 je technologie umožňující přechod vysílacích systému na IP sítě.
Jedná se o skupinu standardů vytvořené společností SMPTE (Society of Motion Picture and Television Engineers, česky – Společnost filmových a televizních inženýrů). Specifikuje způsob zapouzdření profesionálního videa s vysoce výkonnými video signály pro přenos po sítích IP.
Tyto standardy pokrývají komprimovaná i nekomprimovaná videa ve standardním a vysokém rozlišení. Umožňují tak bezproblémovou spolupráci mezi zařízeními a přenášet bezchybné video v celém studiu a napříč spravovanými IP sítěmi.
Vždy existuje sudá část pro skutečné balení doprovázená lichou částí, která definuje dopřednou/včasnou korekci chyb (FEC – forward error correction). 

## Typy standardů
Existuje celá řada profesionálních standardů pro přispívání videa přes IP, buď již zavedených nebo ve vývoji. Níže uvedené standardy, které byly vyvíjeny po mnoho let, spadají pod vícedílný standard SMPTE 2022 formálně standardizované v rámci SMPTE.
Sada standardů SMPTE ST 2022 poskytuje spolehlivý způsob použití IP k přenosu signálů, které bývaly tradičně odesílány přes sériová rozhraní.

### ST 2022-1
- poskytuje předběžnou korekci chyb (FEC – forward error correction) pro přenos videa a zvuku v reálném čase přes IP sítě [3]

### ST 2022-2
- poskytuje jednosměrný přenos toků MPEG-2 s konstantní bitovou rychlostí v sítích IP [4]

### ST 2022-3
- poskytuje Jednosměrný přenos přenosových toků MPEG – 2 s proměnnou bitovou rychlostí v sítích IP [5]

### ST 2022-4
- poskytuje jednosměrný přenos toků MPEG-2 s neměnnou konstantní proměnnou bitovou rychlostí v sítích IP [6]

### ST 2022-5
- poskytuje předběžnou korekci chyb (FEC – forward error correction) pro přenos mediálních signálů s vysokou bitovou rychlostí po sítích IP (HBRTMT – High bitrate media traansport protocol) [7]

### ST 2022-6
- poskytuje přenos mediálních signálů s vysokou bitovou rychlostí (HBRMT) přes sítě IP s FEC a přenáší nekomprimované video a pomocná data, která se obvykle nacházejí na sériových digitálních rozhraních (SDI). [1]

### ST 2022-7
- zajišťuje bezproblémový ochranný systém využívající paketovou redundanci pro přepínání IP datagramů SMPTE 2022 [8]

### ST 2022-8
- SMPTE Standard – přenos profesionálních médií přes spravované sítě IP: Časování ST 2022-6 toků v ST 2110-10 systémech, včetně definice synchronizačního časového razítka odvozeného v přijímači ST 2022-8 pro spojení těchto dvou standardů. Dokumentuje také oznámení SDP o redundanci SMPTE ST 2022-5 FEC a SMPTE ST 2022-7 pro tyto toky. [9]